# نهر شيلكا

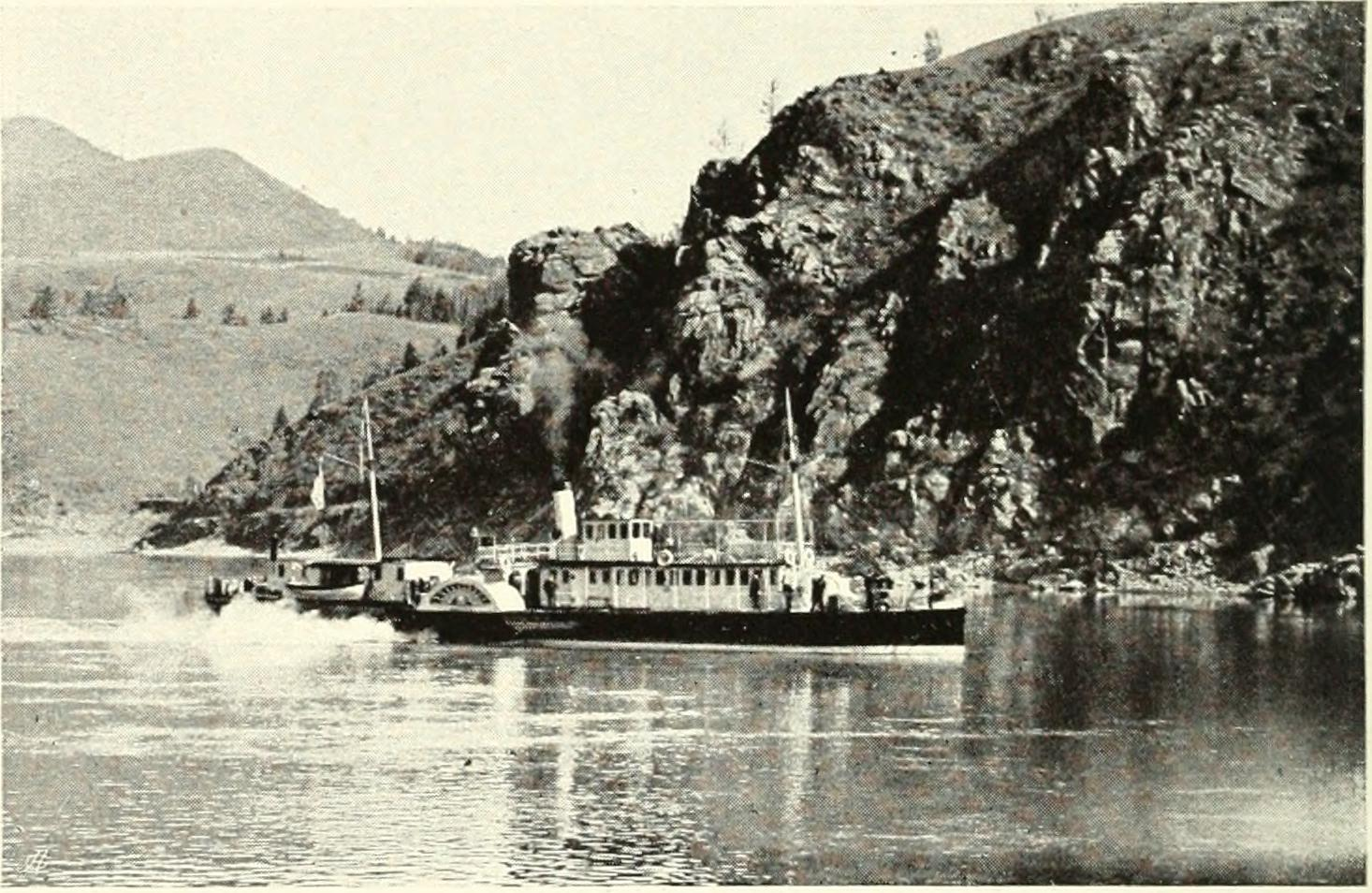
سفينة S.S. AMUR على نهر شيلكا في 1902.

شيلكا ((بالروسية: Ши́лка)‏) هو نهر في كراي عبر البايكال، جنوب شرق روسيا. يبلغ طوله 560 كم (350 ميل). نشأ كمقرن نهري نتيجة التقاء نهري أونون وإنغودا. النهر قابل للملاحة طوال الوقت. اسم النهر مستمد من كلمة إيفنكي شيلكي أو Evenki shilki والتي تعني «الوادي الضيق».